# Régions de Madagascar
Une région, à Madagascar, une collectivité territoriale décentralisée, dotée de la personnalité juridique et d'une liberté d'administration, ainsi qu'une division administrative du territoire et des services déconcentrés de l'État. Les régions sont régies par le Chapitre 2 du Sous-titre II du Titre V de la Constitution de 2010.

## Histoire
Madagascar est divisée en régions (faritra) depuis 2004. Depuis 2023, elles sont 24. Les Régions sont à la fois des Collectivités Territoriales Décentralisées et des circonscriptions administratives. Depuis la révision 2007 de la constitution, elles reprennent toutes les fonctions administratives des 6 provinces autonomes (faritany mizakatena).
Les dénominations des régions et leurs chefs-lieux sont confirmés par la loi 2014-020 du 27 septembre 2014. En 2015 un décret ajuste le contour de ces régions en fonction du nouveau découpage des communes. En 2021 la région de Vatovavy-Fitovinany est scindée en Vatovavy et Fitovinany selon la loi 2021-010 du 9 juin 2021. En 2023, d'après la loi 2023-012 du 29 juin 2023, les districts de Mananara Nord et de Maroantsetra sont séparés de la région Analanjirofo pour former la nouvelle région d'Ambatosoa.

## Liste des régions
|                   |                   |                      |                             | Subdivisions régionales | Subdivisions régionales | Subdivisions régionales | Province     | Caractéristiques  | Caractéristiques | Caractéristiques |
| Districts         | Districts         | Fokontany            | Superficie cadastrale (km²) | Population              | Densité (hab/km²) |                         | Province     |                   |                  |                  |
| Carte             | Région            | Fokontany            | Superficie cadastrale (km²) | Population              | Densité (hab/km²) | Chef-lieu               | Province     | Année de création | Nb               | Noms             |
| ----------------- | ----------------- | -------------------- | --------------------------- | ----------------------- | --- | ----------------------- | ------------ | ----------------- | ---------------- | ---------------- |
| Analamanga        | Analamanga        | Antananarivo         | 2004                        | 8                       | Ambohidratrimo Andramasina Anjozorobe Ankazobe Antananarivo Atsimondrano Antananarivo Avaradrano Antananarivo Renivohitra Manjakandriana) | 1 625                   | Antananarivo | 17 320            | 3 623 925        | 208,9            |
| Bongolava         | Bongolava         | Tsiroanomandidy      | 2004                        | 2                       | Fenoarivobe Tsiroanomandidy) | 328                     | Antananarivo | 17 907            | 670 993          | 37,1             |
| Itasy             | Itasy             | Miarinarivo          | 1959                        | 3                       | Arivonimamo Miarinarivo Soavinandriana | 574                     | Antananarivo | 6 558             | 898 549          | 136,6            |
| Vakinankaratra    | Vakinankaratra    | Antsirabe            | 1959                        | 7                       | Ambatolampy Antanifotsy Antsirabe I Antsirabe II Betafo Faratsiho Mandoto                                                                 | 1 007                   | Antananarivo | 17 660            | 2 079 659        | 116,3            |
| Diana             | Diana             | Antsiranana          | 2004                        | 5                       | Ambanja Ambilobe Antsiranana I Antsiranana II Nosy Be                                                                                     | 586                     | Antsiranana  | 20 057            | 889 962          | 44,5             |
| Sava              | Sava              | Sambava              | 2004                        | 4                       | Andapa Antalaha Sambava Vohemar | 742                     | Antsiranana  | 23 729            | 1 123 772        | 47,2             |
| Amoron'i Mania    | Amoron'i Mania    | Ambositra            | 2004                        | 4                       | Ambatofinandrahana Ambositra Fandriana Manandriana                                                                                        | 790                     | Fianarantsoa | 16 498            | 837 116          | 50,8             |
| Atsimo Atsinanana | Atsimo-Atsinanana | Farafangana          | 2004                        | 5                       | Befotaka Farafangana Midongy Vangaindrano Vondrozo                                                                                        | 788                     | Fianarantsoa | 16 566            | 1 030 404        | 62               |
| Fitovinany        | Fitovinany        | Manakara             | 2021                        | 3                       | Ikongo Manakara Vohipeno |                         | Fianarantsoa | 7 962             |                  |                  |
| Haute Matsiatra   | Haute Matsiatra   | Fianarantsoa         | 2004                        | 7                       | Ambalavao Ambohimahasoa Fianarantsoa Ikalamavony Isandra Lalangina Vohibato                                                               | 826                     | Fianarantsoa | 20 921            | 1 444 587        | 69,4             |
| Ihorombe          | Ihorombe          | Ihosy                | 2004                        | 3                       | Iakora Ihosy Ivohibe | 293                     | Fianarantsoa | 26 093            | 417 312          | 16               |
| Vatovavy          | Vatovavy          | Mananjary            | 2021                        | 3                       | Ifanadiana Mananjary Nosy Varika |                         | Fianarantsoa | 12 775            |                  |                  |
| Betsiboka         | Betsiboka         | Maevatanana          | 2004                        | 3                       | Kandreho Maevatanana Tsaratanana | 465                     | Mahajanga    | 29 640            | 393 278          | 13,6             |
| Boeny             | Boeny             | Mahajanga            | 1959                        | 6                       | Ambato-Boeny Mahajanga I Mahajanga II Marovoay Mitsinjo Soalala                                                                           | 395                     | Mahajanga    | 30 204            | 929 312          | 29,7             |
| Melaky            | Melaky            | Maintirano           | 2004                        | 5                       | Ambatomainty Antsalova Besalampy Maintirano Morafenobe                                                                                    | 386                     | Mahajanga    | 40 897            | 308 944          | 7,6              |
| Sofia             | Sofia             | Antsohihy            | 2004                        | 7                       | Analalava Antsohihy Bealanana Befandriana Mampikony Mandritsara Boriziny                                                                  | 1 444                   | Mahajanga    | 51 205            | 1 507 591        | 29,6             |
| Alaotra Mangoro   | Alaotra-Mangoro   | Ambatondrazaka       | 2004                        | 5                       | Ambatondrazaka Amparafaravola Andilamena Anosibe an'Ala Moramanga                                                                         | 705                     | Toamasina    | 27 312            | 1 249 931        | 44,9             |
|                   | Ambatosoa         | Maroantsetra         | 2023                        | 2                       | Mananara Avaratra Maroantsetra) |                         | Toamasina    |                   | 551 066          |                  |
| Analanjirofo      | Analanjirofo      | Fenoarivo Atsinanana | 2004                        | 4                       | Fenoarivo Atsinanana Sainte-Marie Soanierana Ivongo Vavatenina                                                                            |                         | Toamasina    |                   | 729 715          |                  |
| Atsinanana        | Atsinanana        | Toamasina            | 2004                        | 7                       | Antanambao Manampontsy Brickaville, Mahanoro Marolambo Toamasina I Toamasina II Vatomandry                                                | 1 050                   | Toamasina    | 22 270            | 1 478 472        | 67,1             |
| Androy            | Androy            | Ambovombe            | 2004                        | 5                       | Ambovombe Antanimora Sud Bekily Beloha Tsihombe)                                                                                          | 1 539                   | Toliara      | 18 916            | 900 235          | 47,5             |
| Anosy             | Anosy             | Tôlagnaro            | 2004                        | 3                       | Amboasary Betroka Tôlagnaro | 630                     | Toliara      | 29 568            | 809 051          | 27,4             |
| Atsimo Andrefana  | Atsimo-Andrefana  | Toliara              | 2004                        | 9                       | Ampanihy Ankazoabo Benenitra Beroroha Betioky Morombe Sakaraha Toliara I Toliara II                                                       | 1 367                   | Toliara      | 66 783            | 1 797 894        | 27               |
| Menabe            | Menabe            | Morondava            | 2004                        | 5                       | Belo sur Tsiribihina Mahabo Manja, Miandrivazo Morondava                                                                                  | 559                     | Toliara      | 49 269            | 692 463          | 14,2             |